# 银河补习班
《银河补习班》（英語：Looking Up），是一部于2019年上映的社會教育題材親情电影。由邓超、白宇、任素汐、孙浠伦领衔主演，2019年7月18日于中国大陆上映。

## 剧情简介
工程设计师马皓文因一次桥梁倒塌事故而入狱，让他遗憾地错过了儿子七年的成长时光。用自己独特的教育方法和满满的爱给予儿子马飞自由成长的空间，教会儿子独立思考的能力和面对困难的勇气。马飞面临学业问题，尽管在学校看来儿子没有可塑之处，但马皓文从未放弃，鼓励孩子找到心中的梦想并为之努力。阎主任和马皓文立下赌约，打算用一个月时间将马飞的学业提高，证明他不是不可救药的学生，“学渣”也是可造之材。

## 演员列表

### 主要演员
| 演员姓名 | 角色名称     | 介绍       |
| 邓超     | 马皓文       | 马飞生父   |
| 白宇     | 马飞（成年） | 马皓文长子 |
| 任素汐   | 馨予         | 马飞母亲   |
| 孙浠伦   | 马飞（少年） | 马飞少年   |

### 其他演员
| 演员姓名 | 角色名称     | 介绍                             |
| 吳京     | 潘萬里       | 航天局長，客串                   |
| 李建义   | 阎主任       | 中学教导主任                     |
| 王西     | 小高老师     | 中学实习班主任，馬皓文第二任妻子 |
| 梁超     | 孟叔叔       | 马飞继父                         |
| 邵兵     | 顾星河       | 马飞同事                         |
| 吴亚衡   | 刘八两       | 马皓文工友                       |
| 冯泽昂   | 马飞（童年） | 马飞童年                         |

## 社會評價
邓超自導自演的電影《銀河補習班》由鄧超帶領幾位非明星演員演出，也是鄧超的橙子映像公司主投資的作品，鄧超片中飾演的馬皓文演技受高度評價，演出的深情父愛感動無數觀眾及圈內名人，影片被評為現實主義電影力作。電影本身的質量獲得肯定，題材成功掀起了社會上關於孩子教育的討論。

## 票房情況
邓超的作品《銀河補習班》上映14天票房破8億，打破華語親情片和社會教育片的票房紀錄，是中生代自導自演單扛票房最高紀錄。目前鄧超自導自演作品票房超過20億，成績位居新導演前三位。在貓眼綜合影人排名中，鄧超以過百億票房成績再度奪得第一名。作為不是特效大片或者史詩巨制的話題之作，影片總投資成本7000万。7月30日，投資方表示已收回成本并獲得盈利。
| 上一届： 《扫毒2天地对决》 | 2019年中国内地一周票房冠军 第28周 | 下一届： 《哪吒之魔童降世》 |

## 外部連結
- 银河补习班的新浪微博
- 豆瓣电影上《银河补习班》的資料 （简体中文）
- 互联网电影数据库（IMDb）上《银河补习班》的资料（英文）